# دره خشک

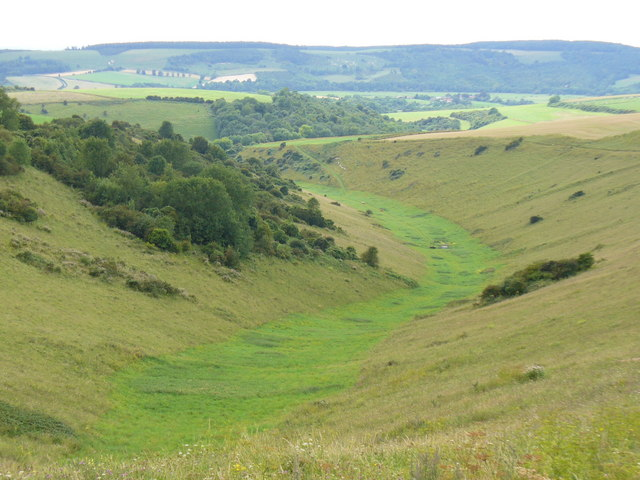
یک دره خشک در نزدیکی راکهام هیل، South Downs، انگلستان

دره خشک یا خشک‌دره (به انگلیسی: Dry valley) بر روی سنگ‌هایی با نفوذپذیری بالا مانند سنگ آهک و گچ فرنگی یا زمین‌های ماسه‌ای که به‌طور منظم جریان آب سطحی را حفظ نمی‌کنند، تشکیل می‌شود. چنین دره‌هایی آب‌های سطحی را نگه نمی‌دارند زیرا آب در سنگ بستر نفوذپذیر فرومی‌رود.
فرضیه‌های زیادی برای توضیح شکل‌گیری و توسعه دره‌های خشک ارائه شده‌است. برخی ممکن است در طول دوره‌هایی که سطح ایستابی بالاتر است، پدید آمده باشند. برخی دیگر از دره‌ها در شرایط پیرایخچالی تشکیل شده‌اند که در این شرایط سنگ بستر معمولاً قابل نفوذ توسط خاک منجمد غیرقابل نفوذ می‌شد و بنابراین اجازه می‌دهد تا آب جاری آن را فرسایش دهد.

## منایع
1. ↑  فرهنگ جامع علوم زمین. فرهنگ معاصر. ۱۳۹۱. شابک ۹۷۸-۶۰۰-۱۰۵-۰۴۰-۴.
2. ↑  مشارکت‌کنندگان ویکی‌پدیا. «Dry valley». در دانشنامهٔ ویکی‌پدیای انگلیسی.